# گریت وود شوگر لند (تگزاس)
گریت وود شوگر لند (به انگلیسی: Greatwood) یک منطقهٔ مسکونی در ایالات متحده آمریکا است که در شهرستان فورت بند، تگزاس واقع شده‌است. گریت وود شوگر لند ۷٫۱۱ کیلومتر مربع مساحت و ۱۱٬۵۳۸ نفر جمعیت دارد و ۲۱ متر بالاتر از سطح دریا واقع شده‌است.